# Rivalba
Rivalba là một đô thị ở tỉnh Torino trong vùng Piedmont, có vị trí cách khoảng 15 km về phía đông bắc của Torino, nước Ý. Tại thời điểm 31 tháng 12 năm 2006, đô thị này có dân số 1.028 người và diện tích là 10,9 km².
Rivalba giáp các đô thị: Castagneto Po, San Raffaele Cimena, Gassino Torinese, Casalborgone, Sciolze, và Cinzano.

## Đô thị kết nghĩa
Rivalba có 1 đô thị kết nghĩa:
- Els Hostalets de Pierola (Catalonia), Tây Ban Nha